# Satyrus kurilensis
Satyrus kurilensis är en fjärilsart som beskrevs av Matsumura 1928. Satyrus kurilensis ingår i släktet Satyrus och familjen praktfjärilar. Inga underarter finns listade.